# Krumme Lanke
Krumme Lanke er en sø beliggende i udkanten af Grunewald i den sydvestlige bydel Steglitz-Zehlendorf i Berlin, Tyskland. 
Sammen med Nikolassee og Schlachtensee udgør den den tredje sydligste sø i den såkaldte Grunewaldseenkette. Søen har en længde på 1.100 meter, er indtil 6,6 meter dyb og breder sig over et areal på 154.000 kvadratmeter. Den 2,5 km lange sti langs søen anvendes flittigt af berlinerne til gåture og løb. Ved søen er der desuden to badepladser, og den bliver også brugt til fiskeri.
U-Bahn-stationen Krumme Lanke er beliggende ca. 1 km fra søen.
52°27′0″N 13°13′52″Ø / 52.45000°N 13.23111°Ø